# Пассов (Уккермарк)
Пассов (Уккермарк)  (нім. Passow (Uckermark)) — громада у Німеччині, у землі Бранденбург. 
Входить до складу району Уккермарк. Підпорядковується управлінню Одер-Вельзен. Населення - 1 585 мешканців (на 31 грудня 2010). Площа - 53,13 км². Офіційний код  — 12 0 73 603. 

## Населення
| Рік  | Населення |
| ---- | --------- |
| 2005 | 1713      |
| 2010 | 1611      |

## Пам'ятки

Пассівська Церква
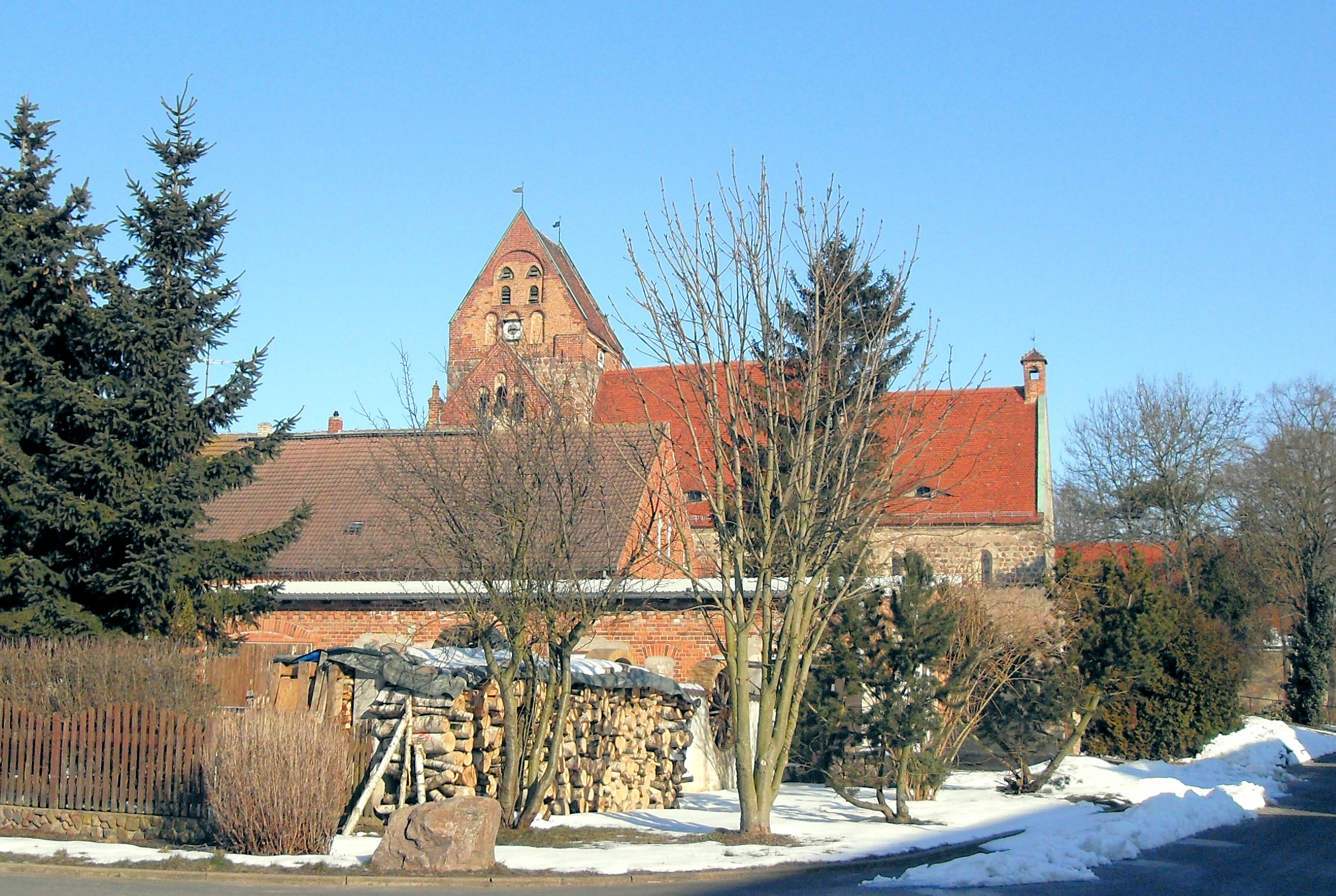
Брістська церква
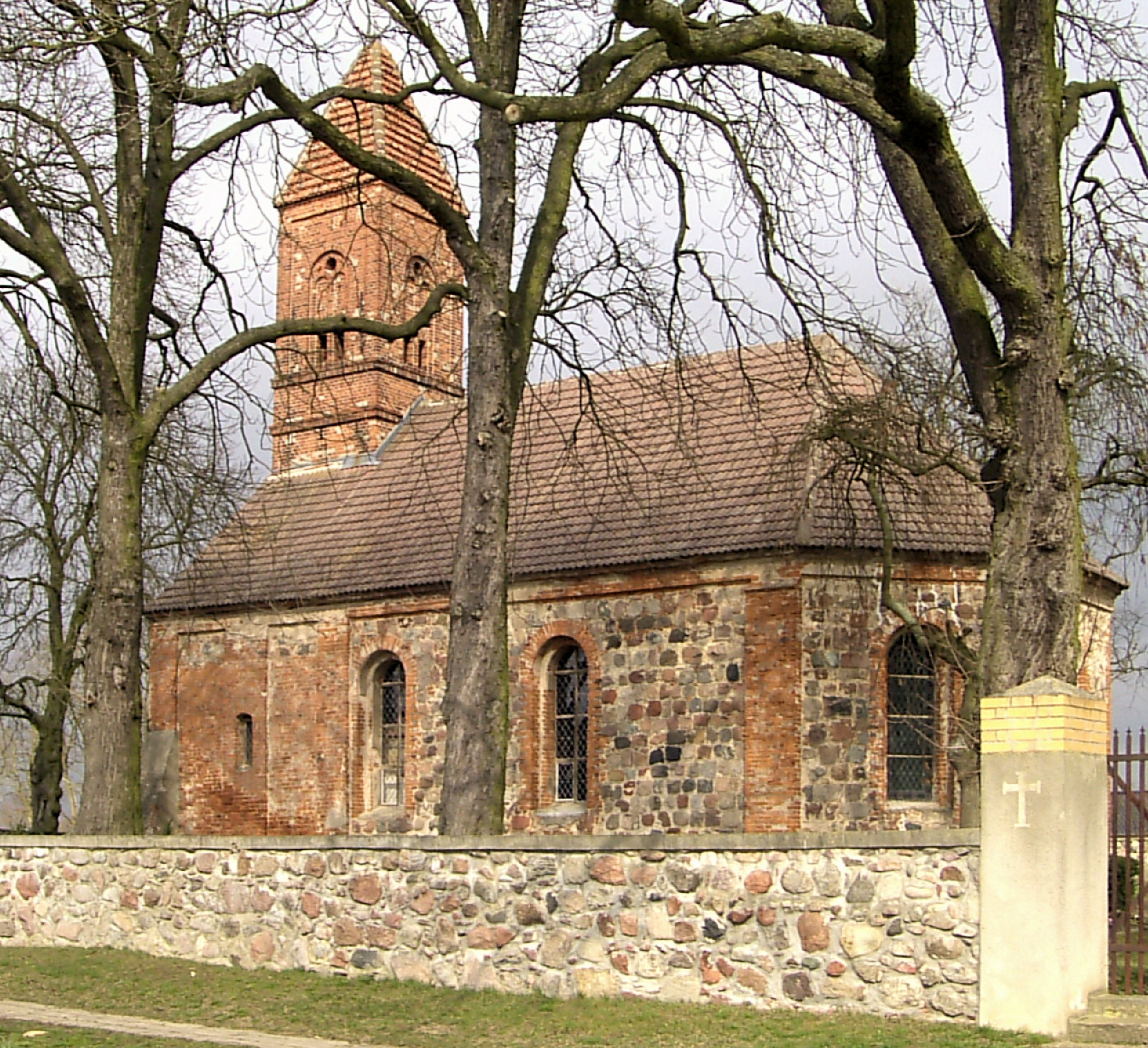
Яміківська церква
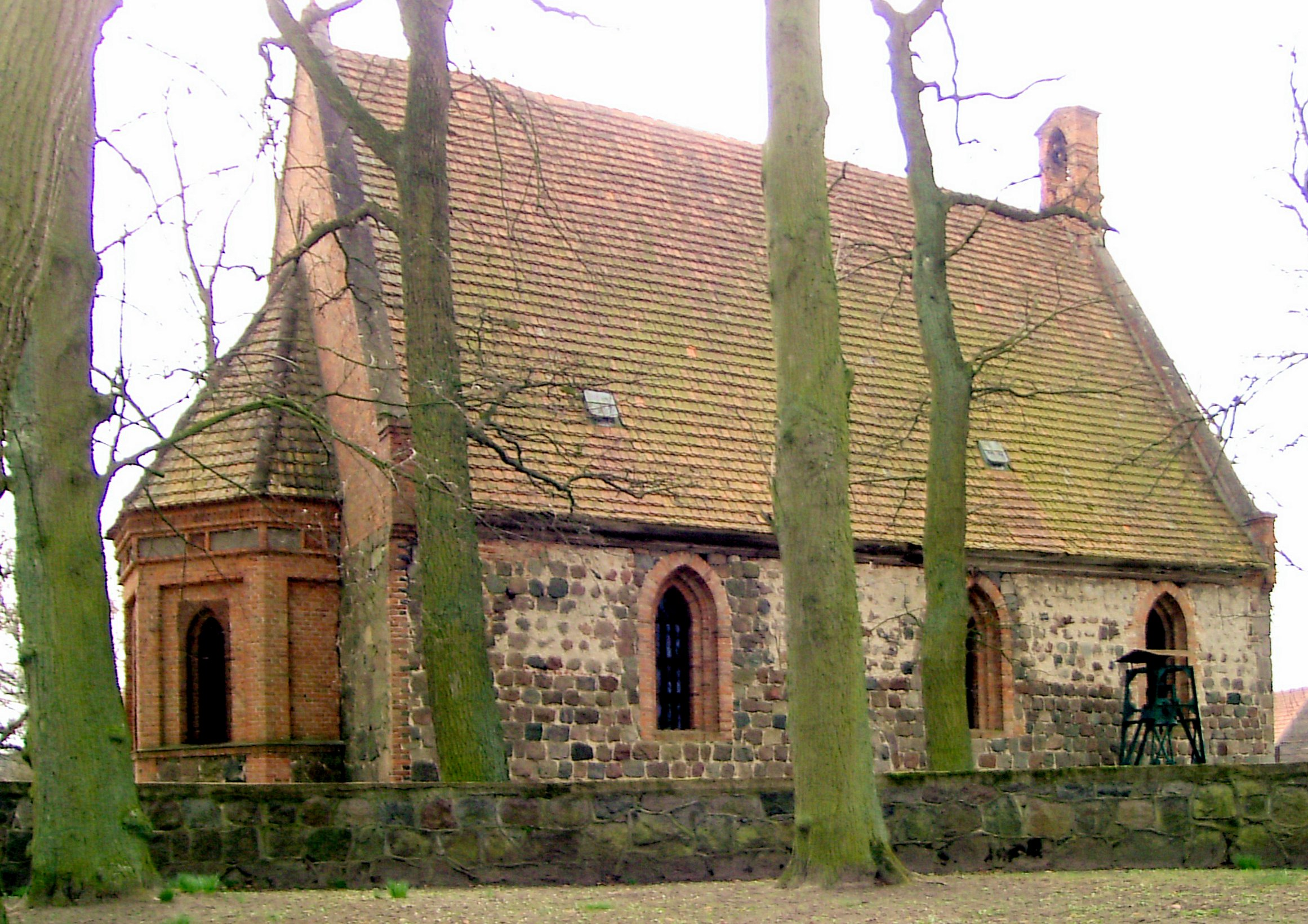
Щонівська церква
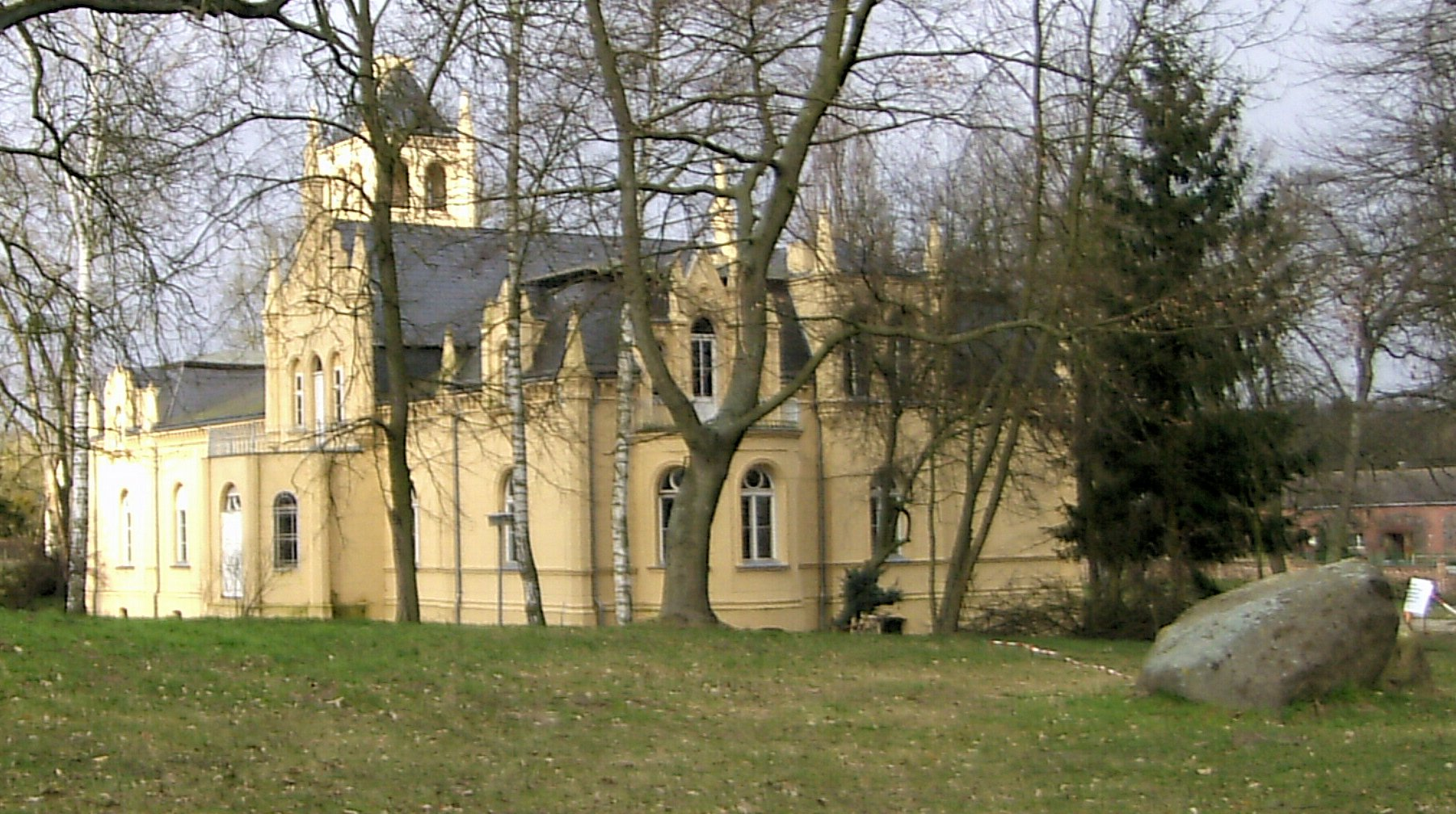
Щонівський замок